# Новый колледж
Новый колледж (англ. New College, полное название англ. St Mary's College of Winchester in Oxford), также Нью-колледж — один из колледжей Оксфордского университета.

## История
Основан епископом Уинчестера Уильямом Уикхемским с позволения короля Ричарда II в 1379 году для обучения священников. Тремя годами позднее основан Винчестерский колледж как подготовительный.
Название Новый колледж стало употребляться с 1386 года, чтобы отличить его от другого колледжа, посвящённого Деве Марии. До 1979 года принимал на обучение только студентов-мужчин.
В 2017 году колледж занял первое место в таблице Норрингтона (англ.), которая оценивает относительную успеваемость студентов Оксфорда на выпускных экзаменах.